# 波帕斯內 (斯瓦托韋區)
波帕斯內（羅馬化：Popasne）是位於烏克蘭東部的村莊，由盧甘斯克州斯瓦托韋區的洛茲諾-亞歷山德里夫卡市鎮負責管轄。該村始建於1947年，面積0.37平方公里，海拔高度158米，2001年人口90，人口密度每平方公里241.3人。